# 斯氏平鮋
斯氏平鮋，為輻鰭魚綱鮋形目鮋亞目平鮋科的其中一種，為溫帶海水魚，分布於西北太平洋日本北部至鄂霍次克海海域，棲息深度16-300公尺，體長可達37公分，棲息在沙石底質底層水域，成群活動，卵胎生，生活習性不明，可做為食用魚。